# 塞羅佩拉多 (努魯姆區)
塞羅佩拉多（西班牙語：Cerro Pelado），是巴拿馬的城鎮，位於該國西北部，由恩戈貝-布格雷特區的努魯姆區負責管轄，面積31.5平方公里，2010年人口2,361，人口密度每平方公里75人。